# ESPN America
ESPN America, anciennement North American Sports Network (NASN) était une chaîne de télévision européenne créée en 2002 diffusant en continu des sports américains tels le baseball (MLB), hockey sur glace (LNH), football américain (NFL et NCAA), football canadien (CFL), basket-ball (NCAA) ainsi que les courses automobiles du championnat NASCAR. Propriété d'ESPN depuis fin 2006, filiale de la Walt Disney Company, elle a été rebaptisée ESPN America en février 2009.

## Historique
La chaîne North American Sports Network (NASN) est fondée en octobre 2002 par Amory Schwarz et Paul Allen (cofondateur de Microsoft) au travers de leurs sociétés respectives Setanta Sports et Vulcan European Media. La diffusion débute en décembre. 
En juin 2005, Vulcan revend ses parts au fonds d'investissements Benchmark Capital Europe.
Le 5 décembre 2006, ESPN International prend le contrôle de NASN pour la somme de 80 millions d'euros,. ESPN International est une filiale d'ESPN, détenu à 80 % par la Walt Disney Company qui possède trente-et-une chaînes de télévision sportive en dehors des États-Unis. 
Le 2 octobre 2008, ESPN annonce qu'à partir du 1er février 2009, jour du Super Bowl, NASN changera de nom et deviendra ESPN America.
Le 7 juillet 2009, la chaîne ESPN America britannique est renommée ESPN afin de diffuser des matchs du Championnat d'Angleterre de football, récupérés auprès de Setanta Sports le 22 juin 2009. La chaine continue toutefois à retransmettre des sports américains.
Le 15 mai 2013, le Guardian annonce l'arrêt de la retransmission des chaînes ESPN America et ESPN Classic Sport en Europe en dehors du Royaume-Uni à la suite du rachat de ESPN UK par British Telecom. La fin de la diffusion française de ESPN a eu lieu le 31 juillet 2013. La diffusion des programmes cesse aussi le 1er août 2013 au Royaume-Uni.

## Identité visuelle

### Logos

Logo de NASN du 5 décembre 2002 au 1er février 2009
Logo de ESPN America depuis le 1er février 2009
Logo de ESPN America HD depuis le 1er mars 2010

## Programmes
- Nationwide Series

## Diffusion
Elle diffusait via le câble et le satellite au Royaume-Uni, en Irlande, aux Pays-Bas, en Belgique, en Suisse, en Allemagne, en Islande, en Pologne et depuis novembre 2006 en France, sur canalsat, Numericable et Free depuis le 4 juillet 2012.
- Diffusion satellite : Sky Digital : Chaîne n° 430, Canal Digital : Chaîne n°23, CanalDigitaal : 33, Canalsat : Chaîne n° 137, SKY Italia : 213, D-Smart Turkey : 49, meo Satélite Portugal : 32, ZON TV Cabo Portugal : 28, TotalTV : 22,34,40,46
- Diffusion câble : Virgin Media : 531, UPC Austria : 303, UPC Ireland : 410, UPC Romania : 80,210, Cablecom : 104, 173, Com Hem Sweden : 110, Ziggo Netherlands : 412, Cabovisão Portugal : 69, Kabel Deutschland : 411, ZON TV Cabo Portugal : 28, TVTEL Portugal : 26, UPC Netherlands : 204, UPC Poland : 569, naxoo : 83, Numericable : 160
- Diffusion ADSL : Telia Sweden : 77, meo Portugal : 32, PrimeTV Cyprus, KPN Netherlands : 212, Síminn Iceland : 146, P&T Luxembourg : 450, TalkTalk TV United Kingdom : 56, Belgacom TV Belgium : 81, Free : 141, SFR : 80